# Ceremony (album av Anna von Hausswolff)
Ceremony är den svenska artisten Anna von Hausswolffs andra studioalbum, utgivet 2012 på skivbolaget Kning Disk. Skivan utgavs som CD och dubbel-LP. Skivan utmärker sig med sitt användande av kyrkorgel. Den spelades in i Annedalskyrkan i Göteborg.

## Låtlista
Där inte annat anges är låtarna skrivna av Anna von Hausswolff.

### CD
1. "Epitaph of Theodor" – 5:25
2. "Deathbed" – 8:39
3. "Mountains Crave" – 3:35
4. "Goodbye" – 6:17
5. "Red Sun" – 3:18
6. "Epitaph of Daniel" – 3:11
7. "No Body" – 2:34 (Daniel Ögren)
8. "Liturgy of Light" – 5:01
9. "Harmonica" – 4:22
10. "Ocean" – 5:45
11. "Sova" – 3:24
12. "Funeral for My Future Children" – 4:43
13. "Sun Rise" – 4:52

### LP

#### Första skivan
A
1. "Epitaph of Theodor" – 5:25
2. "Deathbed" – 8:39
3. "Mountains Crave" – 3:35

B
1. "Goodbye" – 6:17
2. "Red Sun" – 3:18
3. "Epitaph of Daniel" – 3:11

#### Andra skivan
A
1. "No Body" – 2:34 (Daniel Ögren)
2. "Liturgy of Light" – 5:01
3. "Harmonica" – 4:22

B
1. "Ocean" – 5:45
2. "Sova" – 3:24
3. "Funeral for My Future Children" – 4:43
4. "Sun Rise" – 4:52

## Medverkande
- Christopher Cantillo – trummor
- Philip Granqvist – mastering
- Anna von Hausswolff – orgel, piano, synth, sång
- Maria von Hausswolff – sång (8–10, 13)
- Xenia Kriisin – sång (10, 12), cittra
- Filip Leyman – inspelning, producent, mixning, synth, slagverk
- Anders Nydam – foto
- Karl Vento – gitarr
- Daniel Ögren – gitarr, clavioline

## Mottagande
Ceremony mottogs överlag mycket positivt och har medelbetyget 4,6/5 på sajten Kritiker.se, som sammanställer recensioner av bland annat skivor, baserat på sjutton recensioner. Joakim Andersson skrev i Hallands Nyheter: "Soundet är annorlunda jämfört med debuten, liksom tiltat åt de större ljudbilderna, men den metallikt massiva helheten är minst lika gripande som förut." Andersson berömde Hausswolffs förmåga att blanda lekfullhet och mörker: "Anna von Hausswolff har den egenskapen: att enkelt och överrumplande kunna förflytta oss från ett tryggt rum rakt ner i en djup och fuktig grav. Och hon sjunger fortfarande på ett sätt som få andra svenskar kan." I Göteborgs-Posten skrev PM Jönsson: "Anna von Hausswolff har gått vidare, hon undersöker olika stämningar och tar in sina låtar i en annan rymd. Räds inte att utmana sig själv och sina lyssnare. ... Det är kombinationen av en exceptionell frihet i uttrycket och balansen i mötet mellan röst och musik, mellan olika typer av låtar, som gör Anna von Hausswolffs musik ovanlig." Jönsson skrev vidare: "Mountains Crave är en poplåt med positiv känsla. Funeral for my future children har trots titeln en melodi som tar fart, snurrar framåt, river med sig både levande och döda. Liturgy of light är en ballad där en elgitarr öppnar fönster i kyrkan och plockar mer några glidande moln. Instrumentala Epitaph of Daniel smyger in en Twin Peaks-melodi. Jag tvekar en aning inför elgitarrerna på några låtar, som går in i atmosfärisk drömrock à la Sigur Rós, men även här är det en fungerande balans, motvikter till orgeln, kompletterande färger."

## Listplaceringar
| Lista (2012) | Topplacering |
| ------------ | ------------ |
| Sverige      | 5            |

### Fotnoter
1. 1 2  ”Ceremony”. Discogs.com. http://www.discogs.com/Anna-von-Hausswolff-Ceremony/release/3755291. Läst 27 augusti 2012.
2. ↑  ”Ceremony”. Kritiker.se. Arkiverad från originalet den 15 oktober 2012. https://web.archive.org/web/20121015004310/http://kritiker.se/skivor/anna-von-hausswolff/ceremony. Läst 27 augusti 2012.
3. ↑  Andersson, Joakim (18 juli 2012). ”Metallikt massiv helhet”. Hallands Nyheter. Arkiverad från originalet den 31 oktober 2012. https://web.archive.org/web/20121031090926/http://hn.se/nojekultur/recensioner/skivrecensioner/1.1701155-metallikt-massiv-helhet. Läst 28 februari 2014.
4. ↑  Jönsson, PM (18 juli 2012). ”Anna von Hausswolff | Ceremony”. Göteborgs-Posten. Arkiverad från originalet den 4 september 2012. https://web.archive.org/web/20120904111916/http://www.gp.se/kulturnoje/musik/1.1006908-anna-von-hausswolff-ceremony. Läst 28 februari 2014.
5. ↑  Listplacering